# Onosma ambigens
Onosma ambigens är en strävbladig växtart. Onosma ambigens ingår i släktet Onosma och familjen strävbladiga växter.

## Underarter
Arten delas in i följande underarter:
- O. a. ambigens
- O. a. zurabianum